# جرج گرینفیلد (بازیکن فوتبال)
جرج گرینفیلد (انگلیسی: George Greenfield؛ ۴ اوت ۱۹۰۸ – ۱۹۸۱ (۷۲−۷۳ سال)) بازیکن فوتبال اهل بریتانیا بود.
از باشگاه‌هایی که در آن بازی کرده‌است می‌توان به باشگاه فوتبال تاتنهام هاتسپر اشاره کرد.